# Out of This World (album)
Pour les articles homonymes, voir Out of This World.
Albums de Europe
The Final Countdown
(1986) Prisoners in Paradise
(1991)
Singles
1. Superstitious
Sortie : juillet 1988
2. Open Your Heart
Sortie : octobre 1988
3. Let the Good Times Rock
Sortie : mars 1989
4. More Than Meets the Eye
Sortie : octobre 1989

Out Of This World est le quatrième album du groupe de hard rock suédois Europe. Il est sorti le 9 août 1988 sur le label Epic Records et a été produit par Ron Nevison. Il est le premier album du groupe réalisé avec le nouveau guitariste Kee Marcello, en remplacement de John Norum qui, de son côté, vient de sortir son premier album solo, Total Control.

## Liste des titres
| No  | Titre                   | Crédit(s)                   | Durée |
| --- | ----------------------- | --------------------------- | ----- |
| 1.  | Superstitious           | Tempest                     | 4:35  |
| 2.  | Let the Good Times Rock | Tempest                     | 4:04  |
| 3.  | Open Your Heart         | Tempest                     | 4:04  |
| 4.  | More Than Meets the Eye | Tempest, Marcello, Michaeli | 3:20  |
| 5.  | Coast to Coast          | Tempest, Marcello, Michaeli | 4:00  |
| 6.  | Ready or Not            | Tempest                     | 4:05  |
| 7.  | Sign of the Times       | Tempest                     | 4:15  |
| 8.  | Just the Beginning      | Tempest, Marcello           | 4:32  |
| 9.  | Never Say Die           | Tempest                     | 4:00  |
| 10. | Lights and Shadows      | Tempest                     | 4:04  |
| 11. | Tower's Callin'         | Tempest                     | 3:48  |
| 12. | Tomorrow                | Tempest                     | 3:04  |

## Musiciens
- Joey Tempest – chants, piano sur "Tomorrow"
- Kee Marcello – guitares
- John Leven – basse
- Mic Michaeli – claviers
- Ian Haugland – batterie

Musicien additionnel
- Keith Morell: chœurs sur Coast to Coast et Just the Beginning